# Polaire
Polaire, pseudonimo di Émélie Marie Bouchaud (Mustapha, 14 maggio 1874 – Champigny-sur-Marne, 11 ottobre 1939), fu un'attrice francese di teatro e cinema nonché cantante di music-hall, attiva nel primo trentennio del XX secolo.

## Biografia

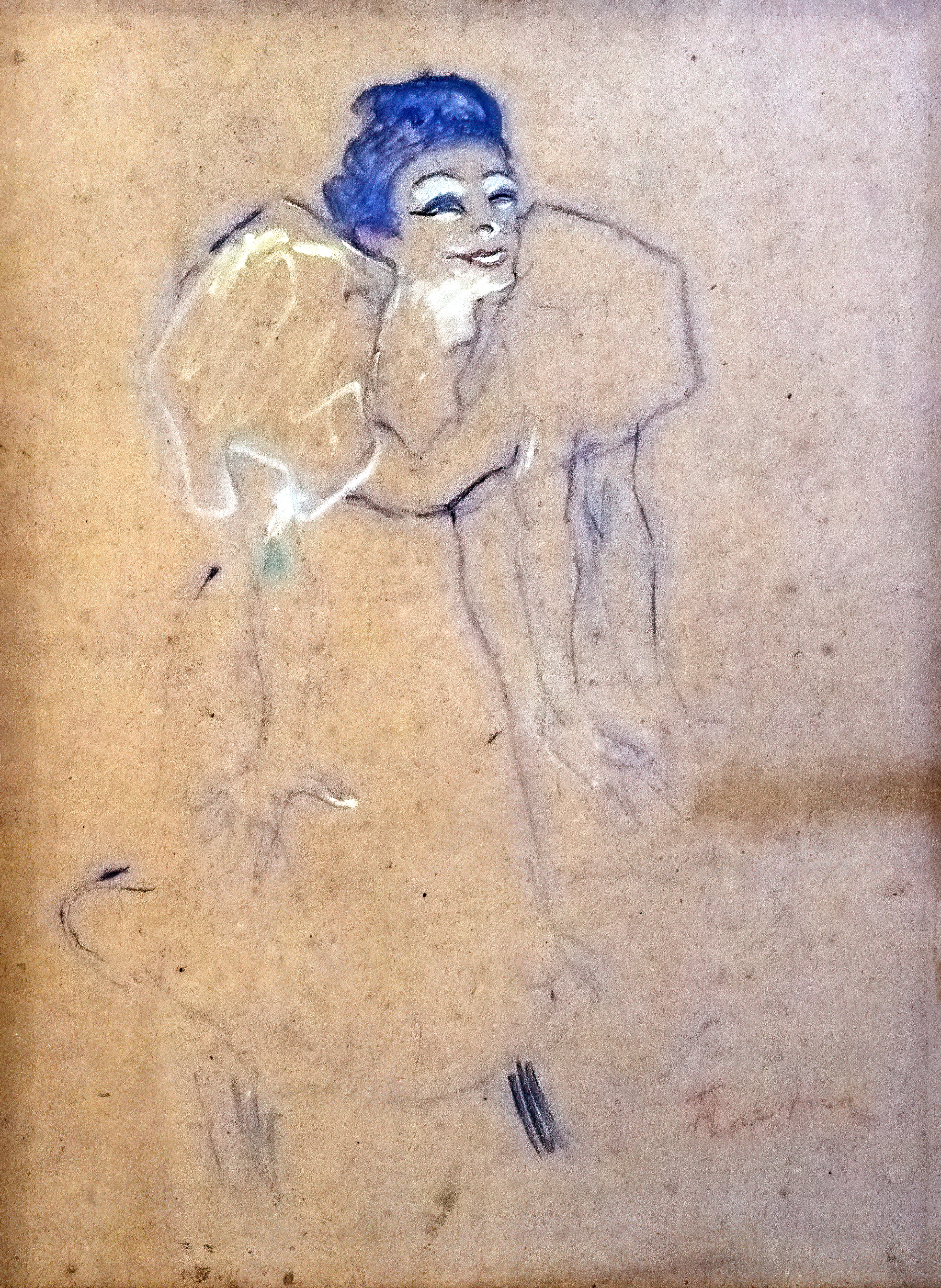
Mademoiselle Polaire 1895 - Toulouse-Lautrec

Nata nell'Algeria francese in una numerosa famiglia di coloni, a 17 anni si trasferì a Parigi dove raggiunse il fratello Edmond, cantante nei caffè-concerto con il nome d'arte Dufleuve.
Ella stessa iniziò già ad Algeri ad esibirsi nei vari locali della città.
Conosciuta per il suo particolare fisico, molto esile, e per i fastosi costumi di scena, debuttò al teatro nel 1902, lanciata da William Hammerstein, per interpretare Claudine in Claudine à Paris al Théâtre des Bouffes-Parisiens. Successivamente lo spettacolo, che ebbe molto successo, venne replicato 123 volte, e fece delle tournée estere, esibendosi nel 1910 a Londra e New York. Posò anche per i pittori Antonio de la Gandara, Henri de Toulouse-Lautrec, Leonetto Cappiello, François-Rupert Carabin e Juan Sala.
Come cantante, Polaire fu interprete di diversi brani tra cui Tha ma ra boum di hé, La Glu (dal romanzo di Jean Richepin) e Tchique tchique (scritto da Vincent Scotto).
Nel 1933 pubblicò un'autobiografia dal titolo Polaire par elle-même, raccolta di tutti i suoi ricordi teatrali.

## Filmografia
- Le voleur mondaine, regia di Max Linder - cortometraggio (1909)
- Moines et guerriers, regia di Julien Clément - cortometraggio (1909)
- La Tournée des grands ducs, regia di Léonce Perret - cortometraggio (1910)
- Le Visiteur, regia di Albert Capellani e René Leprince - cortometraggio (1911)
- Zouza, regia di Reinhard Bruck - cortometraggio (1911)
- Le Poison de l'humanité, regia di Émile Chautard e Victorin-Hippolyte Jasset - cortometraggio (1911)
- Ma gosse  - cortometraggio (1912)
- Le Dernier Pardon, regia di Maurice Tourneur - cortometraggio (1913)
- Soeurette, regia di Maurice Tourneur - cortometraggio (1913)
- La Dame de Monsoreau, regia di Maurice Tourneur - cortometraggio (1913)
- L'allegria dello squadrone, regia di Joseph Faivre e Maurice Tourneur - cortometraggio (1913)
- Le Friquet, regia di Maurice Tourneur - cortometraggio (1914)
- Monsieur Lecoq, regia di Maurice Tourneur (1914)
- La masque du vice, regia André Hugon (1917)
- Amour... amour..., regia di Robert Bibal (1932)
- Âme de clown, regia di Marc Didier (1933)
- Arènes joyeuses, regia di Karl Anton (1935)